# I, Ball
I, Ball è un videogioco sparatutto a scorrimento pubblicato nel 1987 per Amstrad CPC, Atari ST, Commodore 64 e ZX Spectrum dalla Firebird, nella linea economica Silver. Come da titolo ("io, palla") ha per protagonista un essere sferico, impegnato a salvare altri quattro esseri sferici dal malvagio Terry Ball; tutti i nomi dei personaggi sono giochi di parole in inglese, ad esempio Eddy Ball suona come edible (commestibile).
Fu seguito da I Ball II: The Quest for the Past alla fine dello stesso anno.

## Modalità di gioco
Si tratta di uno sparatutto a scorrimento verticale verso l'alto attraverso 16 livelli, ogni quattro dei quali si salva uno degli ostaggi. La palla del giocatore può muoversi in tutte le direzioni, con un po' di inerzia. Lo scorrimento non è continuo, ma segue il personaggio, e si può anche tornare indietro. 
La sua arma di base è una pistola spara-bolle, che spara soltanto in verticale e nel verso in cui sta andando la palla, quindi in su o in giù. Se si spara eccessivamente l'arma si surriscalda e diventa inutilizzabile per un po'.
Per completare un livello bisogna arrivare in fondo entro un limite di tempo.
Lungo il percorso si incontrano molti ostacoli solidi dall'aspetto artificiale, sui quali la palla rimbalza, e anche barriere elettrificate letali. I nemici sono creature colorate con strane forme che ricordano svariati oggetti, come forni a microonde e ruote di roulette. Essi compaiono dal nulla e inizialmente lampeggiano e sono innocui, poi dopo qualche istante smettono di lampeggiare, iniziano a muoversi e diventano letali al contatto.
Uccidendo molti nemici si ottengono i power-up, oggetti circolari descritti come power disc, che una volta raccolti possono conferire vari tipi di armi, velocità, tempo extra e altro; alcuni sono anche dannosi e vanno evitati. I potenziamenti possibili e quelli attualmente posseduti sono mostrati come icone all'esterno dell'area di gioco.
Sono presenti alcune voci digitalizzate (ma non su Amstrad) e, su Commodore 64, musiche di Rob Hubbard.